# Волковка (Запорожская область)
Волковка (укр. Вовківка) — село, Михайловская поселковая община, Васильевский район, Запорожская область, Украина.
Код КОАТУУ — 2323355101. Население по переписи 2001 года составляло 137 человек.

## Географическое положение
Село Волковка находится на расстоянии в 0,5 км от села Нововладимировка. Рядом с селом проходит 3-й Магистральный канал.

## История
- 1876 год — дата основания.